# Bien de Giffen
Un bien de Giffen es un producto que posee una curva de demanda con pendiente positiva. Esto significa que a medida que el precio del bien aumenta, los consumidores desearán adquirir una mayor cantidad de dicho bien, y cuando el precio de dichos bienes comience a descender, querrán adquirir una cantidad cada vez menor del mismo.
Se puede discutir la existencia de estos bienes en el mundo real, pero hay un modelo económico que explica cómo una cosa así puede existir.
Estos bienes reciben su nombre de Robert Giffen, al que atribuye esta idea Alfred Marshall en su libro Principles of Economics.
Para la mayoría de los productos, la elasticidad en el precio de la demanda es negativa. En otras palabras, precio y demanda se mueven en dirección contraria; si el precio sube, la cantidad demandada baja, y a la inversa. Los bienes de Giffen son una excepción a esto. Su elasticidad en el precio de la demanda es positiva. Cuando el precio sube, la demanda aumenta, y a la inversa. Para ser un verdadero bien de Giffen, el precio debe ser lo único que cambie para obtener una variación en la cantidad demandada, quedando los bienes de lujo al margen.
El ejemplo clásico de Marshall es el bien inferior de los alimentos básicos, cuya demanda viene definida por la pobreza, que no permite a sus consumidores consumir comida de mejor calidad. Según aumenta el precio de los alimentos básicos, los consumidores no se pueden permitir adquirir otros tipos de alimentos, por lo que tienen que aumentar su consumo de alimentos básicos.
Marshall escribió:

As Mr. Giffen has pointed out, a rise in the price of bread makes so large a drain on the resources of the poorer labouring families and raises so much the marginal utility of money to them, that they are forced to curtail their consumption of meat and the more expensive farinaceous foods: and, bread being still the cheapest food which they can get and will take, they consume more, and not less of it.
Como ha señalado Mr. Giffen, un aumento en el precio del pan genera una pérdida de recursos en las familias trabajadoras más pobres, y provoca un aumento en la utilidad marginal del dinero tales que obligan a dichas familias a recortar su consumo de carne y alimentos más caros. Siendo el pan todavía el alimento más barato al cual pueden acceder, las familias consumirán  más del mismo.
Alfred Marshall - Principles of Economics Edición de 1895

## Análisis de los bienes de Giffen
Se deben cumplir dos condiciones para que se dé uno de estos bienes:
1. El bien en cuestión debe ser un bien inferior;
2. El bien debe representar una parte importante del presupuesto del consumidor.

Si la precondición 1. se cambia a "el bien en cuestión debe ser tan inferior que el efecto renta sea mayor que el efecto sustitución", entonces la condición 1 es necesaria y suficiente.

## Discusión sobre la existencia de los bienes de Giffen
Después de la definición de Alfred Marshall sobre la existencia de los bienes Giffen son diversos los autores que han puesto de manifiesto que no existen en la realidad (Dwyer y Lindsey 1984). Posteriormente se han realizado estudios tanto en el campo experimental como en el análisis empírico sobre su existencia. En 1991, Battalio, Kagel y Kogut realizaron experimentos con seis ratas variando las cantidades de agua de quinina y cerveza de raíz disponibles diariamente. En 2002, Jensen y Miller demostraron que pueden considerarse bienes Giffen el arroz en el sur de China y los tallarines en el norte del mismo país.
En el análisis neoclásico, donde se axiomatiza una función de utilidad {\displaystyle \scriptstyle f_{U}} conjunta un número finito de bienes, se puede ver que la derivada:

{\displaystyle {\frac {\partial Q_{i}}{\partial P_{i}}}=\phi \left({\frac {\partial ^{2}f_{U}(Q_{j}^{*})}{\partial Q_{i}^{2}}},{\frac {\partial f_{U}(Q_{j}^{*})}{\partial Q_{i}}},P_{j}\right)\geq 0}

Si la función de utilidad no es estrictamente convexa debido a que para algunas combinaciones de bienes no existan rendimientos marginales decrecientes, donde las funciones {\displaystyle \scriptstyle Q_{j}^{*}(P_{1},\dots ,P_{n};R)} son las cantidades de equilibrio que maximizan la utilidad fijados los precios y la renta disponible.